# ليستر (كيبك)
ليستر (بالإنجليزية: Lyster, Quebec)‏ هي بلدية محلية في كيبيك تقع في كندا في L'Érable Regional County Municipality. يقدر عدد سكانها بـ 1,628 نسمة ومساحتها 167.80 كم2 .